# مانوئل اینسورالد
مانوئل اینسورالد (انگلیسی: Manuel Insaurralde؛ زادهٔ ۳۱ ژانویهٔ ۱۹۹۹) بازیکن فوتبال اهل آرژانتین است.
از باشگاه‌هایی که در آن بازی کرده‌است می‌توان به باشگاه ورزشی سن لورنسو آلماگرو اشاره کرد.
وی همچنین در تیم ملی فوتبال زیر ۲۰ سال آرژانتین بازی کرده است.